# Ibafa
Ibafa es un pueblo ubicado en el distrito de Szigetvár, en el condado de Baranya, Hungría.

## Superficie
Posee una superficie de 29,30 kilómetros cuadrados.

## Demografía
Hasta 2019 la población era de 194 habitantes, con una densidad de población de 6,621 habitantes por kilómetro cuadrado.